# Lauryn Hill
Lauryn Noelle Hill (East Orange, Nueva Jersey; 26 de mayo de 1975) es una rapera, cantante, actriz y productora discográfica estadounidense galardonada ocho veces con el premio Grammy. Fue miembro de The Fugees antes de empezar una carrera en solitario.

## Biografía
Hill nació el 26 de mayo de 1975 en East Orange (Nueva Jersey).  Su madre, Valerie Hill, era profesora de inglés y su padre, Mal Hill, consultor informático y de gestión. Tiene un hermano mayor llamado Malaney Hill, ingeniero informático, nacido en 1972 y graduado de la Universidad de Pensilvania. Su familia bautista se mudó a Nueva York por un corto tiempo antes de establecerse en South Orange (Nueva Jersey), donde creció.
Hill ha dicho de su familia con inclinaciones musicales: "Había tantos discos, tanta música sonando constantemente. Mi madre tocaba el piano, mi padre cantaba, y siempre estábamos rodeados de música". Su padre cantaba en clubes nocturnos locales y en bodas.  Durante su infancia, Hill escuchaba con frecuencia a Curtis Mayfield, Stevie Wonder, Aretha Franklin y Gladys Knight;  años después recordó haber puesto repetidamente What's Going On de Marvin Gaye hasta que se quedaba dormida.
En la secundaria, Hill interpretó "The Star-Spangled Banner" antes de un partido de baloncesto. Debido a su popularidad, los partidos posteriores incluyeron una grabación de su interpretación. En 1988, Hill participó como concursante de la Noche Amateur en It's Showtime en el Apollo. Cantó su versión de la canción de Smokey Robinson "Who's Lovin' You". Al salir a trompicones para alcanzar sus notas, inicialmente generó una reacción mixta del público, pero perseveró durante la actuación, que terminó en aplausos.
Hill asistió a la escuela secundaria Columbia, donde formó parte del equipo de atletismo, del equipo de animadoras y fue compañera de clase del actor Zach Braff. También tomó clases de violín, fue a clases de baile y fundó el coro gospel de la escuela. Académicamente, tomó clases de colocación avanzada y obtuvo principalmente calificaciones de "A".  Las autoridades escolares la reconocieron como una líder entre el alumnado. Más tarde, al recordar su educación, Hill comentó: "Tenía un amor por... no sé si era necesariamente por lo académico, más que por lograr logros, punto. Si se trataba de lo académico, si se trataba de deportes, si se trataba de música, si se trataba de danza, lo que fuera, siempre me impulsaba a hacer mucho en cualquier campo o área en la que me estuviera enfocando en ese momento".

## Trayectoria
Durante su primer año de secundaria, a través de amigos en común, Prakazrel "Pras" Michel contactó a Hill con la idea de crear un grupo musical. Hill y Pras comenzaron bajo el nombre de Translator Crew. Se les ocurrió este nombre porque querían rimar en diferentes idiomas. Otra vocalista femenina fue pronto reemplazada por el primo de Michel, el multiinstrumentista Wyclef Jean. El grupo comenzó a actuar en presentaciones locales y concursos de talentos de secundaria. Al principio, Hill solo cantaba, pero luego también aprendió a rapear; en lugar de inspirarse en raperas como Salt-N-Pepa y MC Lyte, prefería a raperos como Ice Cube y desarrolló su fluidez escuchándolos. Hill comentó más tarde: «Recuerdo hacer mis tareas en los baños de los clubes de hip-hop».
Mientras crecía, Hill tomó lecciones de actuación en Manhattan. Comenzó su carrera como actriz en 1991 apareciendo con Jean en Club XII , la versión de hip-hop Off-Broadway de MC Lyte de Noche de Reyes de Shakespeare. Si bien la obra no fue un éxito, un agente se fijó en ella. Más tarde ese año, Hill comenzó a aparecer en la telenovela As the World Turns en un papel recurrente como la adolescente con problemas Kira Johnson.  Posteriormente coprotagonizó junto a Whoopi Goldberg en el estreno de 1993 Sister Act 2: Back in the Habit , interpretando a Rita Louise Watson, una adolescente de una escuela católica del centro de la ciudad con una actitud hosca y rebelde.  En ella, interpretó las canciones "His Eye Is on the Sparrow" (un dueto con Tanya Blount) y " Joyful, Joyful ".
El director Bill Duke atribuyó a Hill la improvisación de un rap en una escena: «Nada de eso estaba en el guion. Eso fue todo de Lauryn. Estuvo increíble». El crítico Roger Ebert la llamó «la chica de la voz potente y alegre», aunque consideró que su talento fue desaprovechado, mientras que Rolling Stone afirmó que «tuvo una actuación maravillosa, fuera de lo común... en una película por lo demás superficial». Hill también apareció en la película de Steven Soderbergh de 1993, «King of the Hill» , en un papel secundario pero crucial como una ascensorista de los años 30 que se alimenta de chicles. El biógrafo de Soderbergh, Jason Wood, la describió como la protagonista de una de las escenas más cálidas de la película. Hill se graduó de la escuela secundaria de Columbia en 1993.

### The Fugees
Pras, Hill y Jean rebautizaron su grupo como The Fugees, un derivado de la palabra "refugiado", que era un término despectivo para los haitianos estadounidenses.  Hill comenzó una relación romántica con Jean.  Los Fugees, que firmaron un contrato con Columbia / Ruffhouse Records en 1993, se hicieron conocidos por su mezcla de géneros, particularmente de reggae, rock y soul,  que se experimentó por primera vez en su álbum debut, Blunted on Reality, lanzado en 1994. Alcanzó el puesto número 62 en la lista Billboard Top R&B/Hip-Hop Albums  pero en general se vendió mal  y fue recibido con malas críticas debido a la insistencia de su manager en que adoptaran actitudes de rap gangsta. Aunque el álbum tuvo poco impacto, el rap de Hill en "Some Seek Stardom" fue visto como un momento destacado. Dentro del grupo, a menudo se referían a ella con el apodo de "L. Boogie". La imagen y el talento artístico de Hill, así como su voz de alto , rica, áspera y llena , la colocaron al frente de la banda, y algunos fans la animaron a comenzar una carrera en solitario.
El segundo álbum de los Fugees, The Score (1996), alcanzó el puesto número 1 en el Billboard 200 de los Estados Unidos y se mantuvo entre los diez primeros de esa lista durante más de medio año. Vendió alrededor de siete millones de copias en los Estados Unidos y más de 20 millones de copias en todo el mundo.  En la encuesta de críticos de Pazz & Jop de 1996, The Score quedó en segundo lugar en la lista de mejores álbumes y tres de sus canciones se colocaron entre los 20 mejores sencillos. Ganó el premio Grammy al mejor álbum de rap, y más tarde fue incluido en la lista de los 500 mejores álbumes de todos los tiempos de la revista Rolling Stone. The Score recibió elogios por ser una alternativa fuerte al lenguaje gangsta, y Hill declaró: "Estamos tratando de hacer algo positivo con la música porque parece que solo lo negativo está saliendo a la superficie en estos días. Solo se necesita una gota de pureza para limpiar un pozo negro".
Los sencillos de The Score incluyeron "Fu-Gee-La" y "Ready or Not", que destacaron las habilidades de Hill para cantar y rapear, y la versión de Bob Marley "No Woman, No Cry". Su interpretación de "Killing Me Softly",de Roberta Flack, se convirtió en el gran éxito del grupo. Respaldada por lo que las publicaciones de Rolling Stone luego llamaron la línea vocal "evocadora" de Hill y su "increíble voz",  la canción se volvió omnipresente en los formatos de radio pop, R&B, hip hop y música contemporánea para adultos. Ganó el Premio Grammy a la Mejor Interpretación de R&B de un Dúo o Grupo con Voces. En el álbum, Hill combinó influencias de la música afroamericana y caribeña con letras socialmente conscientes. Newsweek mencionó la "apariencia irresistiblemente linda" de Hill y la proclamó "la nueva voz más poderosa del rap".
A los 21 años, Hill aún vivía con sus padres. Se matriculó en la Universidad de Columbia durante este período y consideró especializarse en historia al llegar a segundo año, pero abandonó la universidad tras aproximadamente un año de estudios, una vez que las ventas de The Score alcanzaron los millones.
En 1996, Hill fundó el Proyecto Refugiados, una organización sin fines de lucro que buscaba transformar las actitudes y el comportamiento de los jóvenes urbanos en riesgo. Parte de esto fue Camp Hill, que ofrecía estancias en las montañas Catskill para estos jóvenes; otra fue la producción de una casa embrujada anual de Halloween en East Orange. Hill también recaudó dinero para refugiados haitianos, apoyó proyectos de construcción de pozos de agua potable en Kenia y Uganda, y organizó un concierto de rap en Harlem para promover el registro de votantes. Un evento benéfico de 1997 para el Proyecto Refugiados presentó una junta directiva para la organización que incluía a Sean Combs, Mariah Carey, Busta Rhymes, Spike Lee y otros como miembros.
En 1997, los Fugees se separaron para trabajar en proyectos en solitario, que Jean más tarde atribuyó a su tumultuosa relación con Hill y al hecho de que se casó con su esposa Claudinette mientras todavía estaba involucrado con Hill. Mientras tanto, en el verano de 1996, Hill conoció a Rohan Marley, un hijo de Bob Marley y exjugador de fútbol de la Universidad de Miami. Hill posteriormente comenzó una relación con él, mientras todavía estaba involucrada con Jean. Hill quedó embarazada a fines de 1996, y el 3 de agosto de 1997, nació el primer hijo de Marley y Hill, Zion David. La pareja vivió en la casa de la infancia de Hill en South Orange después de que ella les comprara a sus padres una nueva casa en la misma calle.

### The Miseducation of Lauryn Hill
Hill grabó su disco en solitario The Miseducation of Lauryn Hill desde finales de 1997 hasta junio de 1998 en los estudios Tuff Gong de Jamaica.  El título se inspiró en el libro The Mis-Education of the Negro (1933) de Carter G. Woodson y The Education of Sonny Carson, una película y novela autobiográfica.  El álbum contó con contribuciones de D'Angelo, Carlos Santana, Mary J. Blige y el entonces desconocido John Legend.  Wyclef Jean inicialmente no apoyó la grabación de un álbum en solitario de Hill, pero finalmente ofreció su ayuda en la producción; Hill lo rechazó.
The Miseducation of Lauryn Hill fue el álbum debut de la artista. Lanzado el 25 de agosto de 1998, sacudió a los premios Grammy, después de haber sido nominado en 11 categorías y ganar 5 de ellas (incluyendo "Álbum del Año'').
El primer sencillo del álbum fue «Doo Woop (That Thing)», canción que ganó 2 premios Grammy: "Mejor canción R&B" y "Mejor Presentación Vocal Femenina de R&B" y llegó al 1º lugar en la lista de "US Billboard Hot 100". Otros sencillos del álbum que figuraron en las listas fueron «Ex-Factor», que fue sampleado por Drake y Cardi B, «Everything Is Everything» y «To Zion».  En la encuesta de críticos de Pazz & Jop de 1998, Miseducation quedó en segundo lugar en la lista de mejores álbumes y «Doo Wop (That Thing)» en segundo lugar en la de mejores sencillos. Fue colocado en el puesto 37 en la lista VH1 de los mejores álbumes de la historia. Situado en el 312 en la lista de "Los 500 Mejores Álbumes de todos los tiempos". La portada del álbum hace referencia a Burnin', de The Wailers.

### Exilio autoimpuesto yMTV Unplugged
En el año 2000, Hill se retiró del ojo público. La presión de la fama comenzó a abrumarla.  Le disgustaba no poder salir de casa para hacer recados sencillos sin preocuparse por su apariencia física.  Despidió a su equipo de representantes y comenzó a asistir a clases de estudio bíblico cinco días a la semana; también dejó de conceder entrevistas, ver televisión y escuchar música.  Empezó a relacionarse con un "asesor espiritual" llamado el hermano Anthony.  Algunos allegados a Hill creen que Anthony se parecía más a un líder de una secta que a un asesor espiritual,  pensaron que su guía probablemente inspiró gran parte de su comportamiento público más controvertido.
Después de 3 años, Hill regresó con un directo de la MTV con un look algo distinto y hacía más hincapié en el mensaje de sus letras. Interpretó casi todas sus canciones sólo con una guitarra acústica y su voz y explicó por qué no había sacado nada en tres años. A pesar de que muchos críticos no lo vieron con muy buenos ojos, el álbum fue disco de platino.
Es cristiana protestante comprometida, en 2003 fue invitada a dar una actuación de Navidad en la Ciudad del Vaticano en la que aprovechó para hacer declaraciones contra los abusos de niños por parte del clero católico y para declarar que no creía en ningún Papa como representante de Dios en la tierra y esto tuvo una gran repercusión.

### Vuelta de The Fugees
El 18 de septiembre de 2004, tocaron en Brooklyn y aparecieron en los BET 2005 Music Awards. Sacaron un nuevo sencillo, "Take It Easy", difundido por internet e hicieron una gira europea a finales de 2005. Las viejas tensiones entre Hill y los demás miembros del grupo pronto resurgieron, y la reunión terminó antes de que se pudiera grabar un álbum; Jean y Michel culparon a Hill de la separación.
En febrero de 2006, ofrecieron un concierto en Hollywood, que difundieron también por internet, sacando poco después dos nuevas canciones, "Foxy" y "Wannabe".

## Vida personal
Desde 1996 mantuvo una relación sentimental con el jugador de fútbol americano Rohan Marley (hijo de Bob Marley). La pareja tiene 5 hijos: Zion David (n. 1997); Selah Louise (n. 1998); Joshua Omaru (n. 2001); John Nesta (n. 2002); y Sarah (n. 2008), a quienes ha dedicado varias canciones. Su sexto hijo nació en julio de 2011 y no ha declarado quién es el padre. Lauryn Hill se separó definitivamente de Rohan Marley en 2011.
El 6 de mayo de 2013 fue condenada a tres meses de cárcel, más otros tres de arresto domiciliario, y a un año de libertad condicional por evasión fiscal, periodo durante el cual la custodia de los cinco hijos de la pareja recayó en Rohan Marley, a petición de él.

## Discografía

### Álbumes
- The Miseducation of Lauryn Hill (1998)
- MTV Unplugged No. 2.0 (2002)

### Sencillos
| Año  | Título                                                | Mejores posiciones en listas | Mejores posiciones en listas | Mejores posiciones en listas | Mejores posiciones en listas | Mejores posiciones en listas | Mejores posiciones en listas | Mejores posiciones en listas | Certificaciones          | Álbum                           |
| Año  | Título                                                | Hot 100                      | EUA R&B                      | EUA Pop                      | AUS                          | NZ                           | SUE                          | R.U.                         | Certificaciones          | Álbum                           |
| ---- | ----------------------------------------------------- | ---------------------------- | ---------------------------- | ---------------------------- | ---------------------------- | ---------------------------- | ---------------------------- | ---------------------------- | ------------------------ | ------------------------------- |
| 1997 | «The Sweetest Thing» (con The Refugee Camp All-Stars) | 61                           | 2                            | —                            | 18                           | —                            | —                            | 18                           |                          | Banda sonora de Love Jones      |
| 1998 | «Can't Take My Eyes Off You»                          | —                            | 45                           | —                            | 8                            | —                            | —                            | —                            |                          | The Miseducation of Lauryn Hill |
| 1998 | «To Zion»                                             | —                            | 77                           | —                            | —                            | —                            | —                            | —                            |                          | The Miseducation of Lauryn Hill |
| 1998 | «Doo Wop (That Thing)»                                | 1                            | 2                            | 29                           | 35                           | —                            | 39                           | 3                            | - EUA: Oro - R.U.: Plata | The Miseducation of Lauryn Hill |
| 1999 | «Ex-Factor»                                           | 21                           | 7                            | —                            | —                            | —                            | 46                           | 4                            |                          | The Miseducation of Lauryn Hill |
| 1999 | «Everything Is Everything»                            | 35                           | 14                           | —                            | —                            | 15                           | —                            | 19                           | - EUA: Oro               | The Miseducation of Lauryn Hill |
| 1999 | «Turn Your Lights Down Low» (con Bob Marley)          | 86                           | 49                           | —                            | —                            | 1                            | 5                            | 15                           |                          | Chant Down Babylon              |
| 2000 | «The Miseducation of Lauryn Hill»                     | —                            | —                            | —                            | —                            | —                            | 14                           | —                            |                          | The Miseducation of Lauryn Hill |
| 2002 | «Mr. Intentional»                                     | —                            | —                            | 63                           | —                            | —                            | —                            | —                            |                          | MTV Unplugged No. 2.0           |
| 2010 | «Repercussions»                                       | —                            | 83                           | —                            | —                            | —                            | —                            | —                            |                          | TBA                             |
| 2013 | «Neurotic Society (Compulsory Mix)»                   | —                            | —                            | —                            | —                            | —                            | —                            | —                            |                          | TBA                             |
| 2013 | «Consumerism»                                         | —                            | —                            | —                            | —                            | —                            | —                            | —                            |                          | Letters From Exile              |